# Лёгкие крейсера типа «Дюгэ Труэн»
Лёгкие крейсера типа «Дюгэ Труэн» (фр. Classe Duguay-Trouin) — тип лёгких крейсеров французского флота времён Второй мировой войны. Всего построено 3 единицы: «Дюгэ Труэн» (фр. Duguay Trouin), «Ламотт-Пике» (фр. Lamotte-Picquet), «Примоге» (фр. Primauguet). Первые лёгкие крейсера французского флота. Стали первыми в мире крейсерами с линейно-возвышенным размещением главного калибра в орудийных башнях.

## История создания
После окончания Первой мировой войны, крейсерский компонент французского флота находился в катастрофическом состоянии. Наиболее современной боевой единицей являлись броненосные крейсера типа «Вальдек-Руссо», устаревшие ещё в момент вступления в строй. В результате, на протяжении всей войны французы были вынуждены использовать для крейсерских операций совершенно неподходящие боевые единицы. Проблема осознавалась французскими моряками ещё до войны, поэтому в 1909 году стартовали проектные работы по созданию современных крейсерских сил. Их результатом стало принятое 10 июня 1914 года решение построить 10 «эскадренных разведчиков» (фр. convoieur d'escadrilles) типа «Ламотт-Пике». Эти корабли при водоизмещении 4500 тонн должны были развивать скорость 29 узлов и нести вооружение из восьми 138-мм орудий, размещённых частично линейно-возвышенно и частично по бортам в казематах. Бортовой залп составил бы шесть стволов. Защита крейсеров предполагалась очень слабой и сводилась к тонкой броневой палубе. Заказ на головной крейсер выдали 17 июля 1914 года, заложить его предполагалось в ноябре 1914 года на верфи арсенала в Тулоне, однако начавшаяся война спутала все планы. Закладка крейсеров неоднократно откладывалась и была, в конечном счёте, отменена до окончания войны.
К идее постройки современных крейсеров во Франции вернулись в 1919 году. В начале 1920 года командование французского флота вынашивало планы постройки шести крейсеров незначительно усовершенствованного проекта «Ламотт-Пике», водоизмещением около 5200 тонн, со скоростью 30 узлов и вооружением из восьми 138-мм орудий. Но после того, как французы узнали о предполагаемых характеристиках новейших британских и американских крейсеров «Эмеральда» и «Омахи», их собственный проект начал казаться слишком слабым.
Под влиянием новых сведений постройку улучшенных «Ламотт-Пике» отклонили. Весной 1920 года Морской совет высказался за увеличение водоизмещения до 7300 тонн, а скорости до 34 узлов. При этом 138-мм орудия признавались слишком слабыми для корабля таких размеров и было предложено заменить их на семь 155-мм орудий в одинарных установках, размещённых в диаметральной плоскости. До того времени французский флот не использовал этого калибра и новые пушки предполагалось разработать на базе сухопутной артсистемы, что позволило бы удешевить и упростить снабжение кораблей боеприпасами.
Окончательные требования Морской совет сформулировал в июне 1920 года. Водоизмещение должно было достигнуть 8000 тонн, а вооружение восьми 155-мм орудий в спаренных установках. Стоимость корабля при этом возрастала с 40 миллионов франков до 70 миллионов. Было представлено четыре проекта, причём на их разработку повлияло изучение переданных французскому флоту по репарациям немецких и австро-венгерских крейсеров. В итоге, был выбран вариант C, отличавшийся высокой скоростью при практически отсутствующей броневой защите. Флотское командование выразило желание получить шесть таких крейсеров, но финансовые проблемы вынудили урезать заказ. В конечном счёте, Национальное собрание Франции утвердило 18 апреля 1922 года судостроительную программу, включавшую, помимо прочих кораблей, три крейсера типа «Дюгэ Труэн».

## Конструкция

### Корпус и архитектура
Конструкция корпуса проекта «Дюгэ Труэн» была создана под влиянием американского крейсера «Омаха». Французские крейсера получили высокобортный корпус с полубаком. При этом носовые шпангоуты имели значительный развал, что в сочетании с высоким бортом обеспечивало крейсерам хорошую мореходность. Отрицательным моментом такого решения стала повышенная парусность крейсеров — сильный боковой ветер существенно влиял на управляемость.
Распределение весовых нагрузок выглядело следующим образом:
|                                   | масса, т | в процентах |
| --------------------------------- | -------- | ----------- |
| Корпус                            | 4730     | 36,2 %      |
| Бронирование корпуса              | 105      | 1,2 %       |
| Бронирование артиллерии           | 61       | 0,7 %       |
| Бронирование, всего               | 166      | 1,9 %       |
| Вооружение                        | 867      | 9,9 %       |
| Машинная установка                | 2497     | 28,5 %      |
| Оборудование и предметы снабжения | 1559     | 17,8 %      |
| Топливо                           | 500      | 5,7 %       |
| Стандартное водоизмещение         | 8760     | 100 %       |

### Вооружение
| калибр, мм                             | 155     | 155     | 75     | 13,2  |
| длина ствола, калибров                 | 50      | 50      | 50     | 76    |
| масса орудия, кг                       | 8870    | 8870    | 1070   | 19,5  |
| скорострельность, в/мин                | 4—5     | 4—5     | 8—15   | 200   |
| вес снаряда, кг                        | 56,5—59 | 56,5—59 | 5,93   | 0,052 |
| начальная скорость, м/с                | 850     | 850     | 850    | 800   |
| максимальная дальность, м              | 26 100  | 26 100  | 14 100 | 7200  |
| максимальная досягаемость по высоте, м | —       | —       | 10 000 | 1500  |

Лёгкие крейсера типа «Дюгэ Труэн» имели в качестве главного калибра 155-мм орудия модели 1920 года. Эта артиллерийская система была разработана на базе армейской, что должно было облегчить снабжение боеприпасами. Ранее французский флот не применял орудий такого калибра. Восемь 155-мм пушек размещались в четырёх двухорудийных башнях модели 1921 года по линейно-возвышенной схеме. Орудия стреляли тремя типами снарядов — полубронебойным, а также фугасными, с взрывателями мгновенного и замедленного действия. Вес снарядов колебался от 56,5 кг до 59 кг. Начальная скорость полубронебойного снаряда массой 56,5 кг при полном заряде составляла 850 м/с, максимальная дальность стрельбы 26 100 метров. Баллистические данные орудия оценивались как превосходные, однако скорострельность была невысокой. Формально она составляла 6 выстрелов в минуту, фактически была вдвое меньше.
Башни модели 1921 года весили по 80 тонн и имели электрогидравлический привод. Углы вертикального наведения составляли от −5° до +40°, горизонтальные обеспечивали обстрел в радиусе 140° на каждый борт. Орудия располагались в индивидуальных люльках, боекомплект колебался от 160 до 185 снарядов на ствол.

## Служба
|               | заложен              | спущен               | вступил в строй       | судьба |
| ------------- | -------------------- | -------------------- | --------------------- | --- |
| «Дюгэ Труэн»  | 4 августа 1922 года  | 14 августа 1923 года | 10 сентября 1926 года | Списан 29 марта 1952 года и продан на слом |
| «Ламотт-Пике» | 17 января 1923 года  | 21 марта 1924 года   | 1 октября 1926 года   | 12 января 1945 года потоплен американской палубной авиацией в Камрани |
| «Примоге»     | 16 августа 1923 года | 21 мая 1924 года     | 1 сентября 1926 года  | 8 ноября 1942 года в ходе противодействия высадке союзников в Северной Африке тяжело повреждён снарядами и авиабомбами в районе Касабланки, выбросился на берег и сгорел |

### «Дюгэ Труэн»
Сразу после вступления в строй был включён в состав 3-й лёгкой дивизии 1-й эскадры флота и базировался на Брест. Первые годы службы провёл в Атлантике и на Средиземном море. В 1931 году совершил короткий поход в Индокитай. С декабря 1931 года находился в резерве. Вернулся на активную службу 25 августа 1933 года, став флагманом 2-й эскадры. В этот период на «Дюгэ Труэн» держал свой флаг вице-адмирал Ф. Дарлан. В августе 1936 года перебазировался в Тулон и вошёл в состав Учебной дивизии 1-й эскадры. Весной 1937 года совершил непродолжительный поход к берегам Испании. 10 июня 1939 года был включён в состав 5-й эскадры, на нём стал держать флаг контр-адмирал Моро.
С началом Второй мировой войны «Дюгэ Труэн» действовал в Центральной Атлантике, сопровождая конвои, а также участвуя в поисковых операциях против немецких торговых судов и рейдеров. 16 октября 1939 года захватил немецкий пароход «Галле». В январе 1940 года вернулся во Францию и встал на ремонт. После окончания ремонта 1 мая 1940 года крейсер вошёл в состав дивизии Леванта, а в конце мая 1940 года включён в состав соединения X, которым командовал вице-адмирал Годфруа. Задачей соединения было взаимодействие с британским флотом в восточной части Средиземного моря. Принял участие в набеговых операциях против Додеканезских островов 11 июня 1940 года, а 21—22 июня 1940 года против Тобрука.
3 июля 1940 года, когда британский флот начал операцию «Катапульта», направленную на нейтрализацию французских ВМС, «Дюгэ Труэн» находился в Александрии, вместе с рядом других французских кораблей. До применения насилия дело здесь не дошло, но после переговоров французские корабли были 5 июня 1940 года разоружены под британским контролем. В Александрии крейсер находился до 17 мая 1943 года, когда вице-адмирал Годфруа не решил присоединиться к союзникам.
4 июля 1943 года «Дюгэ Труэн» вместе с тяжёлым крейсером «Сюффрен» начал переход вокруг Африки и 3 сентября 1943 года прибыл в Дакар. Здесь корабль проходил модернизацию до конца 1943 года. В первой половине 1944 года «Дюгэ Труэн» действовал в Средиземном море как быстроходный войсковой транспорт. В августе 1944 года входил в состав 3-й дивизии крейсеров и участвовал в оказании огневой поддержки союзным войскам во время их высадки 15—17 августа 1944 года в Южной Франции. Далее вновь занимался войсковыми перевозками и лишь в апреле 1945 года был привлечён к обстрелу немецких позиций в районе Генуи.
После окончания Второй мировой войны «Дюгэ Труэн» был поставлен на длительный ремонт. 9 мая 1947 года крейсер был отправлен на Дальний Восток и 14 ноября 1947 года прибыл в Сайгон, где его сделали флагманом Дальневосточной дивизии. 5 июня 1948 года на борту крейсера было подписано мирное соглашение о мирном объединении Вьетнама. У берегов Индокитая «Дюгэ Труэн» действовал в последующие четыре года, оказывая огневую поддержку французским войскам в их борьбе с вьетнамскими повстанцами. Всего крейсер провёл 18 боевых стрельб, израсходовав 631 саряд главного калибра — больше, чем за всю Вторую мировую войну.
22 сентября 1951 года «Дюгэ Труэн» покинул Индокитай и 22 октября 1951 года прибыл в Тулон. 1 декабря 1951 года крейсер вывели в резерв, а 29 марта 1952 года исключили из списков флота. 27 марта 1953 года «Дюгэ Труэн» был продан на слом.

### «Ламотт-Пике»
В 1926—1931 годах являлся флагманом 3-й эскадры французского флота, действовал в Атлантике и на Средиземном море. 2 ноября 1935 года «Ламотт-Пике» был отправлен в Индокитай, где сменил крейсер «Примоге» в качестве флагмана французских ВМС на Дальнем Востоке. Прибыл в Сайгон 30 декабря 1935 года и базировался на этот порт до конца своей карьеры. В 1936 — 1939 годах посетил ряд дальневосточных портов. обеспечивал безопасность французских граждан в Шанхае, в ходе японо-китайской войны.
В начале Второй мировой войны действовал в дальневосточных водах. В ходе франко-тайской войны принял участие в сражении у Ко-Чанга 17 января 1941 года, где возглавлял отряд французских кораблей. Сражение завершилось разгромом тайского флота. Действуя совместно с четырьмя авизо, «Ламотт-Пике» сыграл решающую роль в победе французов. Именно его артиллерийский огонь нанёс тяжёлые повреждения тайскому броненосцу береговой обороны «Тонбури», а также способствовал потоплению двух тайских миноносцев. В ходе боя крейсер выпустил 450 снарядов и 6 торпед, сам не получив попаданий и не понеся никаких потерь.
В дальнейшем «Ламотт-Пике» редко выходил в море в силу нехватки топлива и плохого состояния машин. В сентябре 1941 года он прошёл докование в Осаке, но после возвращения в Индокитай походов больше не совершал. 1 января 1944 года «Ламотт-Пике» был выведен в резерв и использовался в качестве несамоходного учебного корабля. 12 января 1945 года был потоплен в Камрани американской палубной авиацией.

### «Примоге»
Служба «Примоге» началась с кругосветного плавания, которое крейсер совершил в 1927 году. И в дальнейшем, корабль провёл серию дальних походов в северной и Южной Атлантике. В 1932—1936 годах «Примоге» служил на Дальнем Востоке. В 1936 году крейсер вернулся во Францию и прошёл ремонт. В 1937 году «Примоге» вновь действовал на Дальнем Востоке, в частности, обеспечивая безопасность французских граждан в Шанхае. 28 июля 1939 года покинул Дальний Восток.
Начало Второй мировой войны застало «Примоге» в Африке, в порту Такоради. Крейсер сразу же принял участие в сопровождении нескольких конвоев, после чего 25 ноября 1939 года прибыл на ремонт в Лорьян. После ремонта «Примоге» с марта 1940 года базировался на Оран, действуя в Атлантике. 1 апреля 1940 года крейсер прибыл в Фор-де-Франс на Мартинике, откуда совершил ряд походов в Карибском море. 6 мая 1940 года высадил десант в районе Арубы, с целью защиты нефтяных разработок. В этом же районе 10 мая 1940 года потопил немецкое судно «Антилла».
19 июня 1940 года «Примоге» прибыл в Брест, а 25 июня вышел в Касабланку с грузом золота из запасов Банка Франции. В сентябре 1940 года действовал у берегов Экваториальной Африки, где сумел избежать перехвата британскими крейсерами и вернулся в Касабланку. 1941—1942 года крейсер провёл, почти всё время отстаиваясь в базе, и лишь изредка выходя в море. В апреле 1942 года «Примоге» стал флагманом 2-й лёгкой эскадры, куда кроме него вошли один дивизион контр-миноносцев и два дивизиона эсминцев.
К моменту высадки англо-американских сил в Северной Африке 2-я лёгкая эскадра оказалась почти единственной боеспособной силой флота Виши в этом регионе. 8 ноября 1942 года, в ходе нападения американских сил на Касабланку, «Примоге», несмотря на проходивший на нём ремонт, вышел в море в сопровождении пяти эсминцев и вступил в бой с американским соединением. Столкновение оказалось скоротечным в силу подавляющего превосходства американских сил. «Примоге» получил попадания снарядов с американского крейсера «Бруклин», а также попадания авиабомб с пикирующих бомбардировщиков SBD «Даунтлесс», действовавших с авианосца «Рейнджер». В результате, крейсер был тяжело повреждён и выбросился на берег, после чего горел всю ночь. Погибло 45 членов экипажа, включая командира — капитана 1-го ранга Мерсье, более 200 человек было ранено.
После войны было признано нецелесообразным восстанавливать слишком сильно повреждённый корабль. 9 мая 1951 года было принято решение на месте разобрать «Примоге» на металл.

## Оценка проекта
Проект «Дюгэ Труэн» заслуживает неоднозначной оценки. С одной стороны, эти корабли стали этапными в мировом военном кораблестроении. Первые крупные корабли, спроектированные и построенные после Первой мировой войны, они стали первыми в мире лёгкими крейсерами, получившими башенную артиллерию главного калибра, размещённую по линейно-возвышенной схеме. Таким образом, проект «Дюгэ Труэн» предопределили облик крейсеров межвоенного периода. Достаточно высоко оценивалась огневая мощь новых крейсеров, их торпедное вооружение, на высоте были скорость и мореходность.
Вместе с тем, крейсера типа «Дюгэ Труэн» отличала крайне слабая, фактически, символическая броневая защита, которая не позволяла надеяться на успех в бою с серьёзным противником. Командиры крейсеров считали свои корабли скорее очень крупными эсминцами, нежели крейсерами. Ещё одним недостатком стала малая дальность плавания, позволявшая использовать эти крейсера лишь на ограниченных морских театрах.